# Кайоло
Кайо̀ло (на италиански: Caiolo, на западноломбардски: Cajööl, Кайоол) е село и община в Северна Италия, провинция Сондрио, регион Ломбардия. Разположено е на 355 m надморска височина. Населението на общината е 1017 души (към 2010 г.).